# Dương Thủy
Dương Thủy là một xã thuộc huyện Lệ Thủy, tỉnh Quảng Bình, Việt Nam.

## Địa lý
Xã Dương Thủy nằm ở phía đông nam huyện Lệ Thủy, có vị trí địa lý:
- Phía đông giáp xã Tân Thủy
- Phía tây giáp xã Mỹ Thủy
- Phía nam giáp xã Thái Thủy
- Phía bắc giáp xã Cam Thủy và xã Liên Thủy.

Xã Dương Thủy có diện tích 9,60 km², dân số năm 2019 là 3.702 người, mật độ dân số đạt 386 người/km².

## Kinh tế
Kinh tế chủ yếu là nông nghiệp, tiểu thủ công nghiệp.